# Kolhólstindur
Kolhólstindur är en bergstopp i republiken Island. Den ligger i regionen Austurland, 300 km öster om huvudstaden Reykjavík. Toppen på Kolhólstindur är 699 meter över havet.
Trakten runt Kolhólstindur är nära nog obefolkad, med mindre än två invånare per kvadratkilometer. Det finns inga samhällen i närheten. Trakten runt Kolhólstindur består i huvudsak av gräsmarker.